# Premier League Cup
La Premier League Cup es una competición de fútbol inglesa organizada por la Premier League para equipos Sub-23

## Historia
La competición se creó en 2013 como la Premier League Cup Sub-21, un equivalente Sub-21 de la FA Cup Juvenil (una competición sub-18 en la que se compite desde 1952), aunque está dirigida por la Premier League en lugar de la FA. En 2016, el rango de edad de la competencia se elevó a menores de 23 años, y la competencia pasó a llamarse simplemente Premier League Cup.

## Historial
| Temporada                 | Campeón                                                                                  | Subcampeón                                                                               | Sede                                                                                     | Notas                                                                                    |
| Premier League Cup Sub-21 | Premier League Cup Sub-21                                                                | Premier League Cup Sub-21                                                                | Premier League Cup Sub-21                                                                | Premier League Cup Sub-21                                                                |
| ------------------------- | ---------------------------------------------------------------------------------------- | ---------------------------------------------------------------------------------------- | ---------------------------------------------------------------------------------------- | ---------------------------------------------------------------------------------------- |
| 2013-14                   | Reading F. C.                                                                            | Manchester City F. C.                                                                    | Etihad Stadium, Madejski Stadium                                                         |                                                                                          |
| 2014-15                   | Southampton F. C.                                                                        | Blackburn Rovers F. C.                                                                   | St Mary's Stadium, Ewood Park                                                            |                                                                                          |
| 2015-16                   | West Ham United F. C.                                                                    | Hull City A. F. C.                                                                       | Boleyn Ground, MKM Stadium                                                               | West Ham ganó 5-3 en los penaltis                                                        |
| Premier League Cup        |                                                                                          |                                                                                          |                                                                                          |                                                                                          |
| 2016-17                   | Swansea City A. F. C.                                                                    | Reading F. C.                                                                            | Liberty Stadium                                                                          |                                                                                          |
| 2017-18                   | Aston Villa F. C.                                                                        | Swansea City A. F. C.                                                                    | Liberty Stadium                                                                          | Aston Villa ganó 4-1 en los penaltis                                                     |
| 2018-19                   | Everton F. C.                                                                            | Newcastle United F. C.                                                                   | Goodison Park                                                                            |                                                                                          |
| 2019-20                   | Torneo reducido sin campeón coronado, debido a la pandemia de COVID-19 en el Reino Unido | Torneo reducido sin campeón coronado, debido a la pandemia de COVID-19 en el Reino Unido | Torneo reducido sin campeón coronado, debido a la pandemia de COVID-19 en el Reino Unido | Torneo reducido sin campeón coronado, debido a la pandemia de COVID-19 en el Reino Unido |
| 2020-21                   | Torneo no realizado, debido a la pandemia de COVID-19 en el Reino Unido                  | Torneo no realizado, debido a la pandemia de COVID-19 en el Reino Unido                  | Torneo no realizado, debido a la pandemia de COVID-19 en el Reino Unido                  | Torneo no realizado, debido a la pandemia de COVID-19 en el Reino Unido                  |

## Palmarés
| Club                   | Títulos | Subcamp. | Años de los campeonatos |
| ---------------------- | ------- | -------- | ----------------------- |
| Reading F. C.          | 1       | 1        | 2013-14                 |
| Swansea City A. F. C.  | 1       | 1        | 2016–17                 |
| Southampton F. C.      | 1       | 0        | 2014-15                 |
| West Ham United F. C.  | 1       | 0        | 2015-16                 |
| Aston Villa F. C.      | 1       | 0        | 2017-18                 |
| Everton F. C.          | 1       | 0        | 2018-19                 |
| Manchester City F. C.  | 0       | 1        |                         |
| Blackburn Rovers F. C. | 0       | 1        |                         |
| Hull City A. F. C.     | 0       | 1        |                         |
| Newcastle United F. C. | 0       | 1        |                         |